# Шампиньоль-ле-Мондевиль
Шампиньо́ль-ле-Мондеви́ль (фр. Champignol-lez-Mondeville) — коммуна во Франции, находится в регионе Шампань — Арденны. Департамент — Об. Входит в состав кантона Бар-сюр-Об. Округ коммуны — Бар-сюр-Об.
Код INSEE коммуны — 10076.
Коммуна расположена приблизительно в 190 км к востоку от Парижа, в 95 км южнее Шалон-ан-Шампани, в 50 км к востоку от Труа.

## Население
Население коммуны на 2008 год составляло 338 человек.
| 1962 | 1968 | 1975 | 1982 | 1990 | 1999 | 2008 |
| ---- | ---- | ---- | ---- | ---- | ---- | ---- |
| 388  | 393  | 333  | 331  | 288  | 305  | 338  |

## Администрация
| Период | Период | Фамилия       | Партия | Примечания |
| ------ | ------ | ------------- | ------ | ---------- |
| 2001   | 2008   | Андре Бинон   |        |            |
| 2008   |        | Фабрис Антуан |        |            |

## Экономика
В 2007 году среди 191 человека в трудоспособном возрасте (15—64 лет) 147 были экономически активными, 44 — неактивными (показатель активности — 77,0 %, в 1999 году было 66,5 %). Из 147 активных работали 140 человек (83 мужчины и 57 женщин), безработных было 7 (3 мужчины и 4 женщины). Среди 44 неактивных 16 человек были учениками или студентами, 11 — пенсионерами, 17 были неактивными по другим причинам.

## Достопримечательности
- Старый дом, принадлежавший сеньору (XIII век). Памятник истории с 2010 года[5]
- Старый сарай в деревне Сермуаз (XIII век). Памятник истории с 2001 года[6]
- Часовня Благовещения (XII—XIII века). Памятник истории с 1927 года[7]

## Фотогалерея

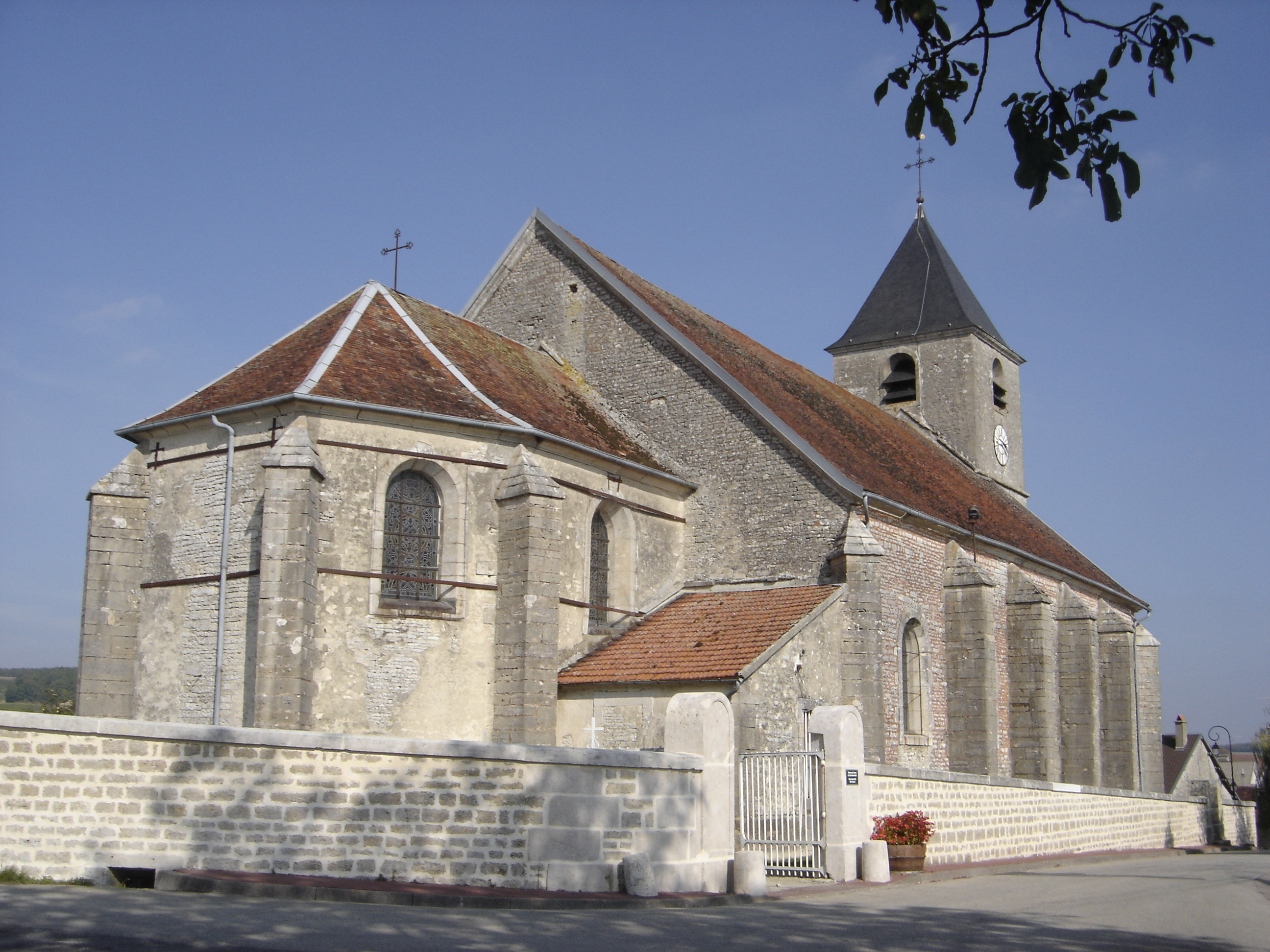
Церковь Сен-Лоран
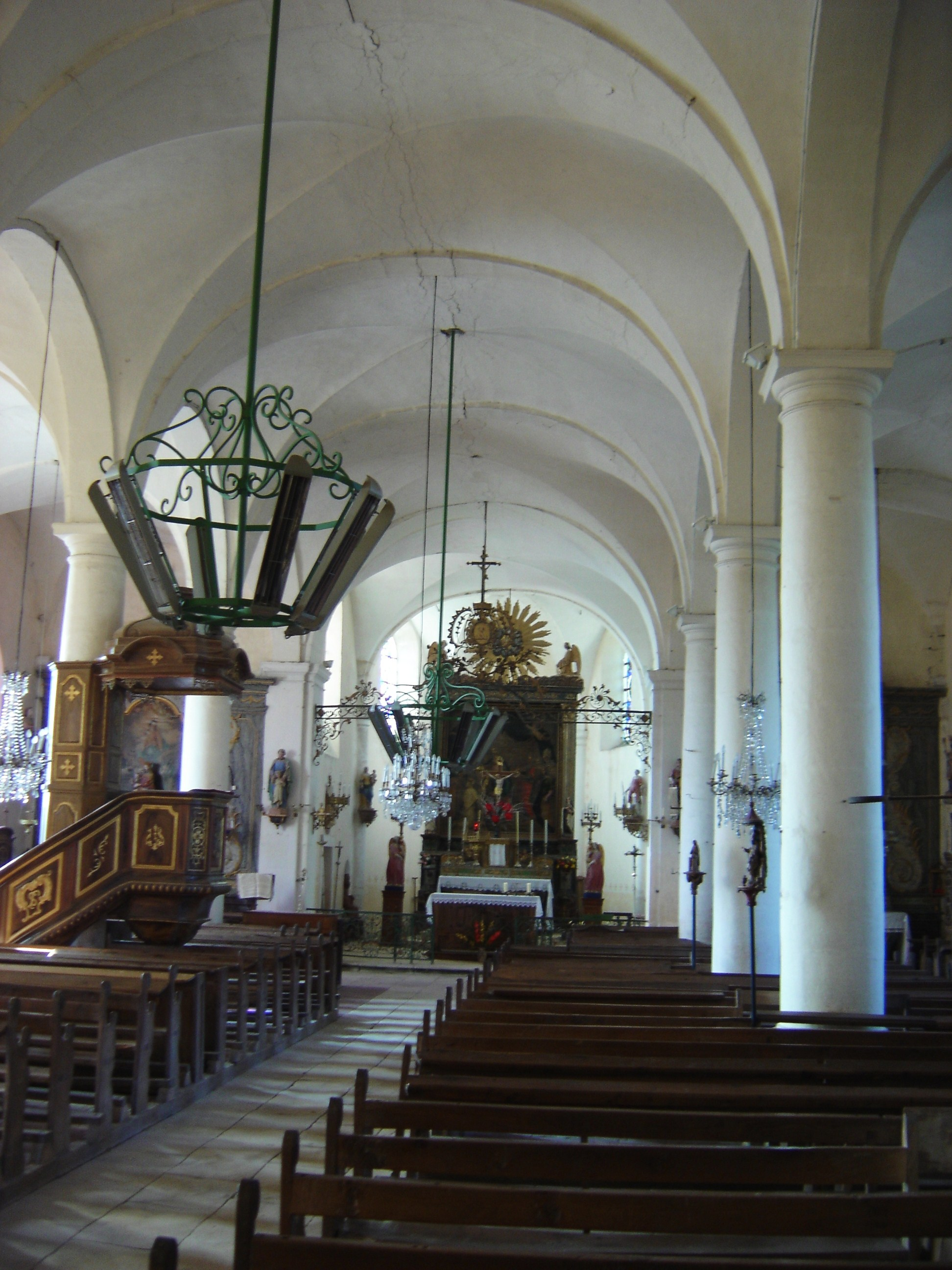
Интерьер церкви Сен-Лоран
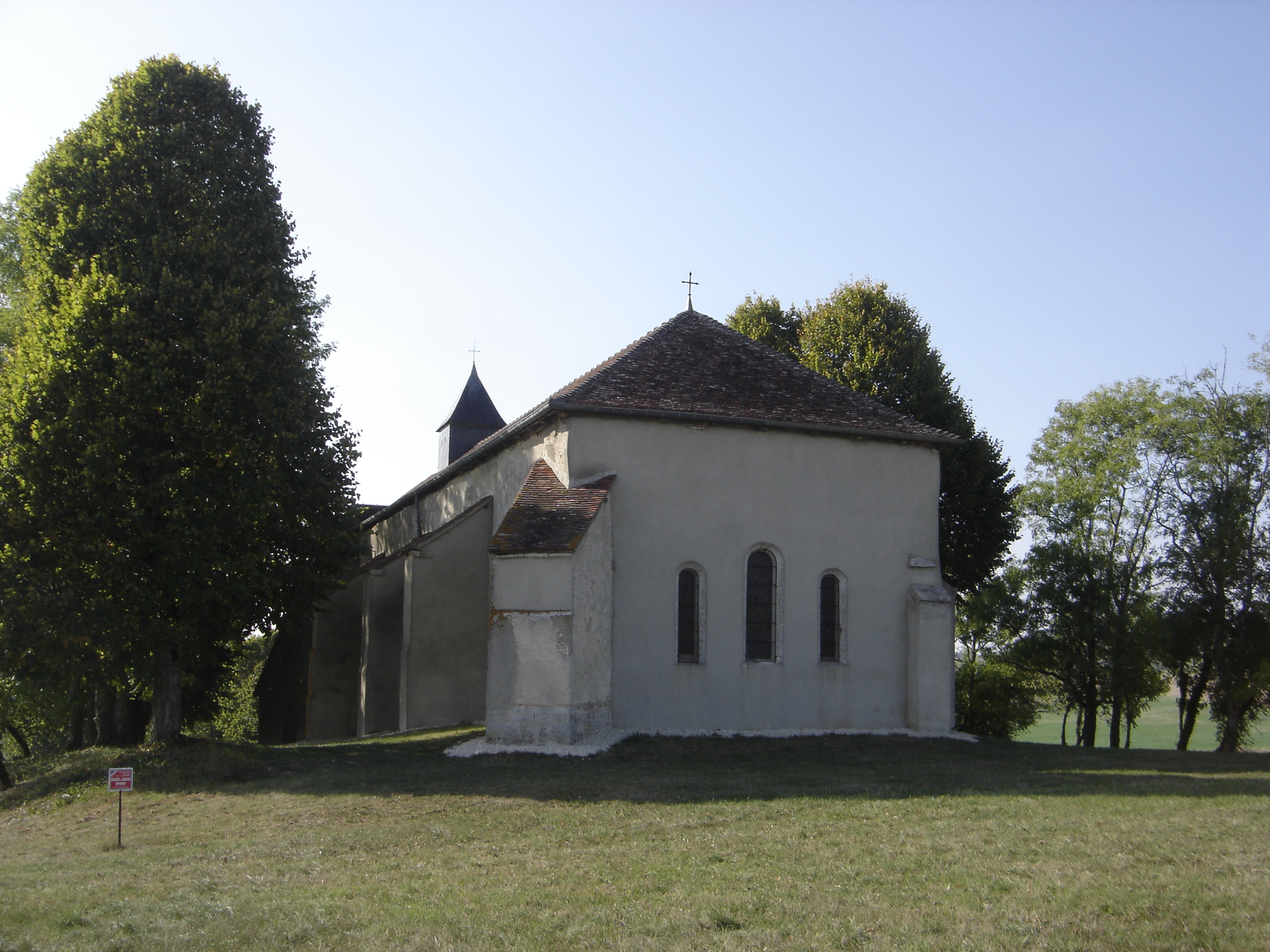
Часовня Благовещения